# Triticum teres
Triticum teres là một loài thực vật có hoa trong họ Hòa thảo. Loài này được H.R.Jiang & X.X.Kong miêu tả khoa học đầu tiên năm 1986.